# Edmund Becker
Edmund ("Ede") Becker (Waldbronn, 18 juli 1956) is een voormalig voetballer uit Duitsland, die speelde als verdediger en na zijn actieve loopbaan het trainersvak instapte. Onder zijn leiding eindigde Karlsruher SC in het seizoen 2006-2007 als eerste in de 2. Bundesliga en keerde de club zodoende terug op het hoogste niveau in Duitsland.